# Croatia Open Umag 2000 - Qualificazioni singolare
Le qualificazioni del singolare  del Croatia Open Umag 2000 sono state un torneo di tennis preliminare per accedere alla fase finale della manifestazione. I vincitori dell'ultimo turno sono entrati di diritto nel tabellone principale. In caso di ritiro di uno o più giocatori aventi diritto a questi sono subentrati i lucky loser, ossia i giocatori che hanno perso nell'ultimo turno ma che avevano una classifica più alta rispetto agli altri partecipanti che avevano comunque perso nel turno finale.
Le qualificazioni del torneo Croatia Open Umag 2000 prevedevano 32 partecipanti di cui 4 sono entrati nel tabellone principale.

## Teste di serie
1. Werner Eschauer (secondo turno)
2. Sebastián Prieto (primo turno)
3. Roberto Carretero-Diaz (Qualificato)
4. Marzio Martelli (Qualificato)

1. Boris Borgula (secondo turno)
2. Eduardo Nicolas-Espin (primo turno)
3. Wolfgang Schranz (Qualificato)
4. Željko Krajan (secondo turno)

## Qualificati
1. Wolfgang Schranz
2. Ivan Vajda

1. Roberto Carretero-Diaz
2. Marzio Martelli

## Tabellone

### Legenda
| - Q = Qualificato - WC = Wild card - LL = Lucky loser | - ALT = Alternate - SE = Special Exempt - PR = Protected Ranking | - w/o = Walkover - r = Ritirato - d = Squalificato |

### Sezione 1
|  | Primo turno         | Primo turno         | Primo turno         | Primo turno | Primo turno |  |  | Secondo turno | Secondo turno    | Secondo turno | Secondo turno    | Secondo turno    |   |   | Ultimo turno | Ultimo turno | Ultimo turno | Ultimo turno | Ultimo turno |  |
|  |                     |                     |                     |             |             |  |  |               |                  |               |                  |                  |   |   |              |              |              |              |              |  |
|  | 1                   | Werner Eschauer     | Werner Eschauer     | 7           | 6           |  |  |               |                  |               |                  |                  |   |   |              |              |              |              |              |  |
|  |                     | Blaz Trupej         | Blaz Trupej         | 62          | 1           |  |  | 1             | Werner Eschauer  | 4             | 7                | 1                |   |   |              |              |              |              |              |  |
|  | Ivan Cinkus         | Ivan Cinkus         | Ivan Cinkus         | 6           | 6           |  |  |               | Ivan Cinkus      | 6             | 5                | 6                |   |   |              |              |              |              |              |  |
|  | Omar Camporese      | Omar Camporese      | Omar Camporese      | 2           | 1           |  |  |               |                  |               |                  |                  |   |   |              | Ivan Cinkus  | Ivan Cinkus  | 65           | 3            |  |
|  | Kornel Bardoczky    | Kornel Bardoczky    | Kornel Bardoczky    | 7           | 6           |  |  |               |                  | 7             | Wolfgang Schranz | Wolfgang Schranz | 7 | 6 |              |              |              |              |              |  |
|  | Ruben Fernandez-Gil | Ruben Fernandez-Gil | Ruben Fernandez-Gil | 5           | 3           |  |  |               | Kornel Bardoczky | 6             | 1                | 4                |   |   |              |              |              |              |              |  |
|  | 7                   | Wolfgang Schranz    | Wolfgang Schranz    | 6           | 6           |  |  | 7             | Wolfgang Schranz | 3             | 6                | 6                |   |   |              |              |              |              |              |  |
|  |                     | Mario Radić         | Mario Radić         | 4           | 3           |  |  |               |                  |               |                  |                  |   |   |              |              |              |              |              |  |

### Sezione 2
|  | Primo turno       | Primo turno       | Primo turno       | Primo turno | Primo turno |  |  | Secondo turno     | Secondo turno     | Secondo turno     | Secondo turno | Secondo turno |   |   | Ultimo turno | Ultimo turno | Ultimo turno | Ultimo turno | Ultimo turno |  |
|  |                   |                   |                   |             |             |  |  |                   |                   |                   |               |               |   |   |              |              |              |              |              |  |
|  |                   | Davide Scala      | 4                 | 6           | 6           |  |  |                   |                   |                   |               |               |   |   |              |              |              |              |              |  |
|  | 2                 | Sebastián Prieto  | 6                 | 3           | 2           |  |  | Davide Scala      | Davide Scala      | Davide Scala      | 6             | 6             |   |   |              |              |              |              |              |  |
|  | Vladimír Pláteník | Vladimír Pláteník | Vladimír Pláteník | 6           | 6           |  |  | Vladimír Pláteník | Vladimír Pláteník | Vladimír Pláteník | 4             | 4             |   |   |              |              |              |              |              |  |
|  | Jim Thomas        | Jim Thomas        | Jim Thomas        | 2           | 1           |  |  |                   |                   |                   |               |               |   |   | Davide Scala | Davide Scala | Davide Scala | 3            | 62           |  |
|  | Ivan Vajda        | Ivan Vajda        | Ivan Vajda        | 6           | 6           |  |  |                   |                   | Ivan Vajda        | Ivan Vajda    | Ivan Vajda    | 6 | 7 |              |              |              |              |              |  |
|  | Marko Cerenko     | Marko Cerenko     | Marko Cerenko     | 2           | 2           |  |  |                   | Ivan Vajda        | 6                 | 3             | 6             |   |   |              |              |              |              |              |  |
|  | 8                 | Željko Krajan     | Željko Krajan     | 7           | 6           |  |  | 8                 | Željko Krajan     | 4                 | 6             | 3             |   |   |              |              |              |              |              |  |
|  |                   | Sander Groen      | Sander Groen      | 63          | 0           |  |  |                   |                   |                   |               |               |   |   |              |              |              |              |              |  |

### Sezione 3
|  | Primo turno      | Primo turno            | Primo turno      | Primo turno | Primo turno |  |  | Secondo turno | Secondo turno          | Secondo turno          | Secondo turno | Secondo turno |   |   | Ultimo turno | Ultimo turno           | Ultimo turno           | Ultimo turno | Ultimo turno |  |
|  |                  |                        |                  |             |             |  |  |               |                        |                        |               |               |   |   |              |                        |                        |              |              |  |
|  | 3                | Roberto Carretero-Diaz | 6                | 1           | 6           |  |  |               |                        |                        |               |               |   |   |              |                        |                        |              |              |  |
|  |                  | Leoš Friedl            | 1                | 6           | 2           |  |  | 3             | Roberto Carretero-Diaz | Roberto Carretero-Diaz | 6             | 6             |   |   |              |                        |                        |              |              |  |
|  | Ivan Cerović     | Ivan Cerović           | Ivan Cerović     | 6           | 7           |  |  |               | Ivan Cerović           | Ivan Cerović           | 2             | 0             |   |   |              |                        |                        |              |              |  |
|  | Luka Kutanjac    | Luka Kutanjac          | Luka Kutanjac    | 2           | 62          |  |  |               |                        |                        |               |               |   |   | 3            | Roberto Carretero-Diaz | Roberto Carretero-Diaz | 7            | 6            |  |
|  | Oliver Marach    | Oliver Marach          | Oliver Marach    | 6           | 6           |  |  |               |                        |                        | Oliver Marach | Oliver Marach | 5 | 1 |              |                        |                        |              |              |  |
|  | Tomaz Berendijas | Tomaz Berendijas       | Tomaz Berendijas | 4           | 3           |  |  | Oliver Marach | Oliver Marach          | Oliver Marach          | 6             | 6             |   |   |              |                        |                        |              |              |  |
|  |                  | Kresimir Ritz          | 4                | 6           | 3           |  |  | Kresimir Ritz | Kresimir Ritz          | Kresimir Ritz          | 3             | 4             |   |   |              |                        |                        |              |              |  |
|  | 6                | Eduardo Nicolas-Espin  | 6                | 3           | 1r          |  |  |               |                        |                        |               |               |   |   |              |                        |                        |              |              |  |

### Sezione 4
|  | Primo turno      | Primo turno      | Primo turno | Primo turno | Primo turno |  |  | Secondo turno | Secondo turno   | Secondo turno   | Secondo turno  | Secondo turno  |   |   | Ultimo turno | Ultimo turno    | Ultimo turno    | Ultimo turno | Ultimo turno |  |
|  |                  |                  |             |             |             |  |  |               |                 |                 |                |                |   |   |              |                 |                 |              |              |  |
|  | 4                | Marzio Martelli  | 3           | 6           | 6           |  |  |               |                 |                 |                |                |   |   |              |                 |                 |              |              |  |
|  |                  | Igor Sarić       | 6           | 4           | 4           |  |  | 4             | Marzio Martelli | Marzio Martelli | 6              | 6              |   |   |              |                 |                 |              |              |  |
|  | Ivan Stelko      | Ivan Stelko      | Ivan Stelko | 6           | 6           |  |  |               | Ivan Stelko     | Ivan Stelko     | 4              | 1              |   |   |              |                 |                 |              |              |  |
|  | Tomáš Catar      | Tomáš Catar      | Tomáš Catar | 2           | 0           |  |  |               |                 |                 |                |                |   |   | 4            | Marzio Martelli | Marzio Martelli | 6            | 6            |  |
|  | Roko Karanušić   | Roko Karanušić   | 6           | 62          | 6           |  |  |               |                 |                 | Roko Karanušić | Roko Karanušić | 1 | 1 |              |                 |                 |              |              |  |
|  | Jason Weir-Smith | Jason Weir-Smith | 2           | 7           | 4           |  |  |               | Roko Karanušić  | Roko Karanušić  | 6              | 6              |   |   |              |                 |                 |              |              |  |
|  | 5                | Boris Borgula    | 7           | 5           | 6           |  |  | 5             | Boris Borgula   | Boris Borgula   | 4              | 3              |   |   |              |                 |                 |              |              |  |
|  |                  | František Babej  | 6(1)        | 7           | 3           |  |  |               |                 |                 |                |                |   |   |              |                 |                 |              |              |  |